# Giroc

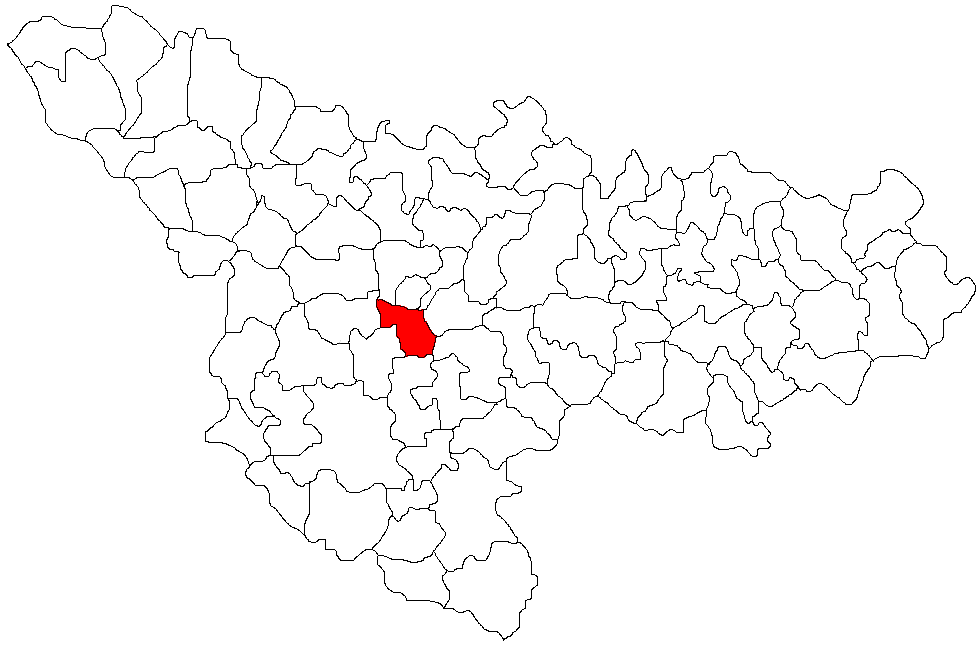
Lage der Gemeinde Giroc im Kreis Timiș

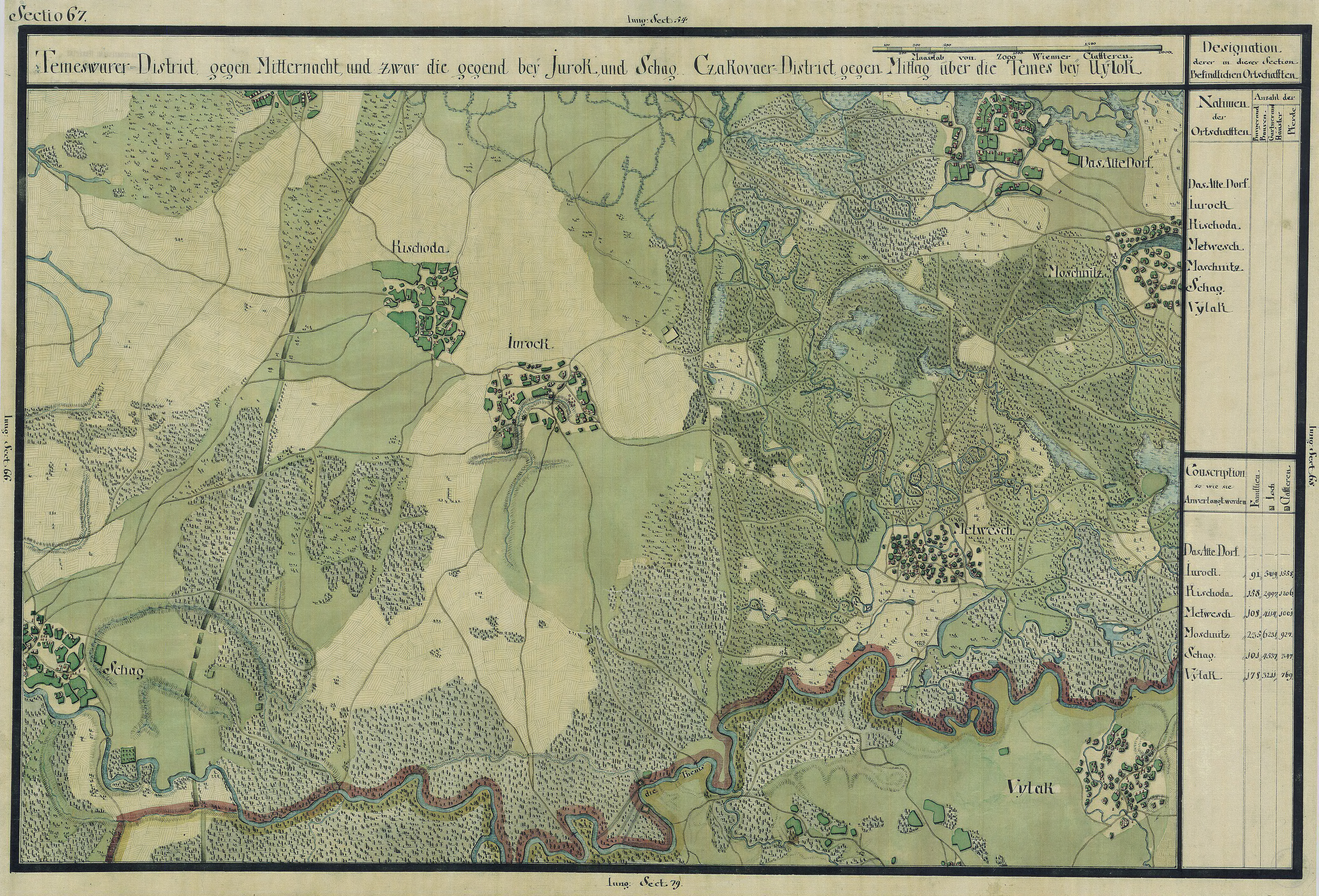
Giroc auf der Josephinischen Landaufnahme (1769–1772)

Giroc (deutsch Girock oder Kirok, ungarisch Gyüreg) ist eine Gemeinde im Kreis Timiș, in der Region Banat, im Südwesten Rumäniens. Zur Gemeinde Giroc gehört auch das Dorf Chișoda.

## Geografische Lage
Giroc liegt im Zentrum des Kreises Timiș, in vier Kilometer Entfernung von der Kreishauptstadt Timișoara.

## Nachbarorte
| Săcălaz         | Timișoara                                   | Moșnița Nouă |
| Sânmihaiu Român | Kompassrose, die auf Nachbargemeinden zeigt | Urseni       |
| Șag             | Pădureni                                    | Unip         |

## Geschichte
Die Ortschaft Giroc wurde 1371 erstmals urkundlich erwähnt. Archäologische Ausgrabungen belegen die Existenz einer Siedlung auf dem Gebiet des heutigen Giroc schon während der Stein- und Eisenzeit.
Zur Zeit der Josephinischen Landaufnahme von 1717, hieß der Ort Girok. Nach dem Frieden von Passarowitz (1718), als das Banat eine Habsburger Krondomäne wurde, war Girok Teil des Temescher Banats.
Zwischen 1865 und 1870 wurde Girok mit Deutschen aus Grabaț, Lenauheim und Variaș besiedelt. Während der Habsburgerzeit wuchs die wirtschaftliche Bedeutung von Girok. 1870 wurde Girok Verwaltungssitz des gleichnamigen Kreises. 1897 wurde hier die „Volksbank Girok“ gegründet. Zwischen 1910 und 1912 fand erneut eine Kolonisierung mit Deutschen aus Nițchidorf statt. Bis 1920 war die amtliche Bezeichnung Gyüreg. Am 4. Juni 1920 wurde das Banat infolge des Vertrags von Trianon dreigeteilt. Der größte, östliche Teil, zu dem auch Gyüreg gehört, fiel an das Königreich Rumänien. Die amtliche Bezeichnung war nun Giroc.

## Demografie
Die Bevölkerungsentwicklung der Gemeinde Giroc:
| 1880 | 3033   | 2813   | 31  | 173  | 16                |
| 1910 | 5368   | 3233   | 846 | 1155 | 134               |
| 1930 | 3610   | 2799   | 167 | 576  | 68                |
| 1977 | 4891   | 4168   | 182 | 440  | 101               |
| 2002 | 4295   | 4060   | 112 | 61   | 62                |
| 2021 | 22.270 | 16.961 | 313 | 100  | 4896 (117 Serben) |